# Гогичашвили, Тенгиз Андреевич
Тенгиз Андреевич Гогичашвили (13 марта 1929 год, Гори Грузинской ССР — 21 сентября 1993 год, Москва) — Начальник управления строительства № 99 Министерства транспортного строительства СССР, Гурьевской области, Казахская ССР. Герой Социалистического Труда (1971).

## Биография
Тенгиз Андреевич Гогичашвили родился 13 марта 1929 года в городе Гори Грузинской ССР, в семье служащего.
Окончил 10 классов.
В 1947—1952 годах учился в Тбилисском институте инженеров железнодорожного транспорта имени В. И. Ленина, после окончания которого приехал в город Николаев работать в Мостопоезд № 444 по приглашению его директора, своего земляка Л. Г. Карели. Сначала работал строймонтёром, затем бригадиром и прорабом. Участвовал в строительстве ряда объектов в Николаеве, а также в подготовке строительства разводного Варваровского моста через реку Ингул.
В начале 1957 года Т. А. Гогичашвили был назначен главным инженером Мостопоезда № 470. В 1958 году Мостопоезд-470 был передислоцирован в город Камень-на-Оби Алтайского края, где приступил к строительству 957-метрового металлического моста через реку Обь на участке железной дороги Камень — Алтайская. Здесь инженером Т. А. Гогичашвили была удачно освоена передовая технология сооружения моста на сваях-оболочках. Проектом железнодорожного моста через Обь было предусмотрено сооружение опор эстакадной части из сборных железобетонных оболочек диаметром 3,6 м со стенками толщиной 15 см, заполняемых на высоту 3-5 м тощим бетоном. С целью экономии металла и снижения стоимости строительства Т. А. Гогичашвили разработал способ сооружения опор на месте возведения из оболочек, бетонируемых в подвижной металлической опалубке, рассчитанной на многократное использование. В практике мостостроения такая опалубка применялась чрезвычайно редко, хотя её использование для изготовления оболочек и массивных опускных колодцев на месте их сооружения при чередовании бетонирования и погружения было экономично и технически целесообразно. Одновременно со строительством моста коллектив Мостопоезда-470 и его главный инженер Т. А. Гогичашвили участвовали в строительстве железнодорожной магистрали Барнаул — Локоть — Усть-Каменогорск. Большие организаторские способности и высокая техническая зрелость Т. А. Гогичашвили позволили выдвинуть его на руководящую работу.
В 1962 году он был назначен начальником Мостопоезда № 470. В 1963 году Мостопоезд-470 передислоцировался на станцию Тальжино Западно-Сибирской железной дороги. Здесь началось строительство железнодорожных мостов на участках Артышта — Подотас и Карасук — Камень. Т. А. Гогичашвили и его коллектив начали возведение большого металлического моста через реку Томь.
В конце 1963 года Т. А. Гогичашвили назначен главным инженером Управления строительства № 99 с базированием в городе Гурьев (ныне Атырау). «УС-99» было создано с целью строительства железных дорог в Западном Казахстане, в Гурьевской и Мангышлакской областях — регионе богатом месторождениями нефти, газа, урана и других ресурсов. Особенно ярко проявились деловые качества Т. А. Гогичашвили во время строительства железнодорожной линии Макат — Шевченко (Актау), необходимой быстро растущему городу и особенно строящемуся в нём ядерному производству — Прикаспийскому горно-металлургическому комбинату.Он принимал непосредственное участие в решении сложных организационных и технических вопросов и тем самым обеспечил систематическое выполнение производственного плана в целом по комплексу всеми подразделениями, включая субподрядные организации. Предприятием «УС-99» с весомым участием Т. А. Гогичашвили в Западном Казахстане было построено 2 автодорожных моста через реку Урал, 3187 километров железнодорожных путей, 115 комплексов железнодорожных станций и вокзалов, 460 штук искусственных сооружений, более миллиона квадратных метров жилья, школы, больницы, детские сады, торговые центры, офисные и административные здания. За выполнение этих экономически важных для страны проектов организация «УС-99» была награждена Орденом Октябрьской Революции. Трудящиеся Макатского района Гурьевской области неоднократно избирали Т. А. Гогичашвили депутатом райсовета, членом пленума и бюро районного комитета Компартии Казахстана.
С 1972 года Т. А. Гогичашвили — начальник Главжелдорстроя Казахстана и Средней Азии Министерства транспортного строительства СССР.
В 1981 году Т. А. Гогичашвили перевели в Москву на должность заместителя министра транспортного строительства СССР.
С 1991 года на пенсии. Жил в Москве.
Похоронен в Москве на Кунцевском кладбище.

## Награды и звания
Указом Президиума Верховного Совета СССР от 7 января 1971 года за большие успехи, достигнутые в выполнении заданий по развитию Мангышлакского территориально-промышленного комплекса Казахской ССР, Гогичашвили Тенгизу Андреевичу присвоено звание Героя Социалистического Труда с вручением Ордена Ленина и золотой медали Серп и Молот.
Награждён 2 орденами Ленина (1967, 1971), орденом «Знак Почёта» (1962), 5 медалями, в том числе медалью «За строительство БАМа». «Заслуженный строитель Казахской ССР» (1972), «Заслуженный строитель РСФСР» (1979), «Почётный транспортный строитель СССР». Лауреат премии Совета Министров СССР.